# Sopwith Camel
Sopwith Camel byl britský stíhací letoun vyráběný firmou Sopwith Aviation Company a používaný v první světové válce i krátce po ní. Nejznámějšími verzemi tohoto letounu jsou Sopwith F.1 Camel a Sopwith 2F.1 Camel.

## Historie

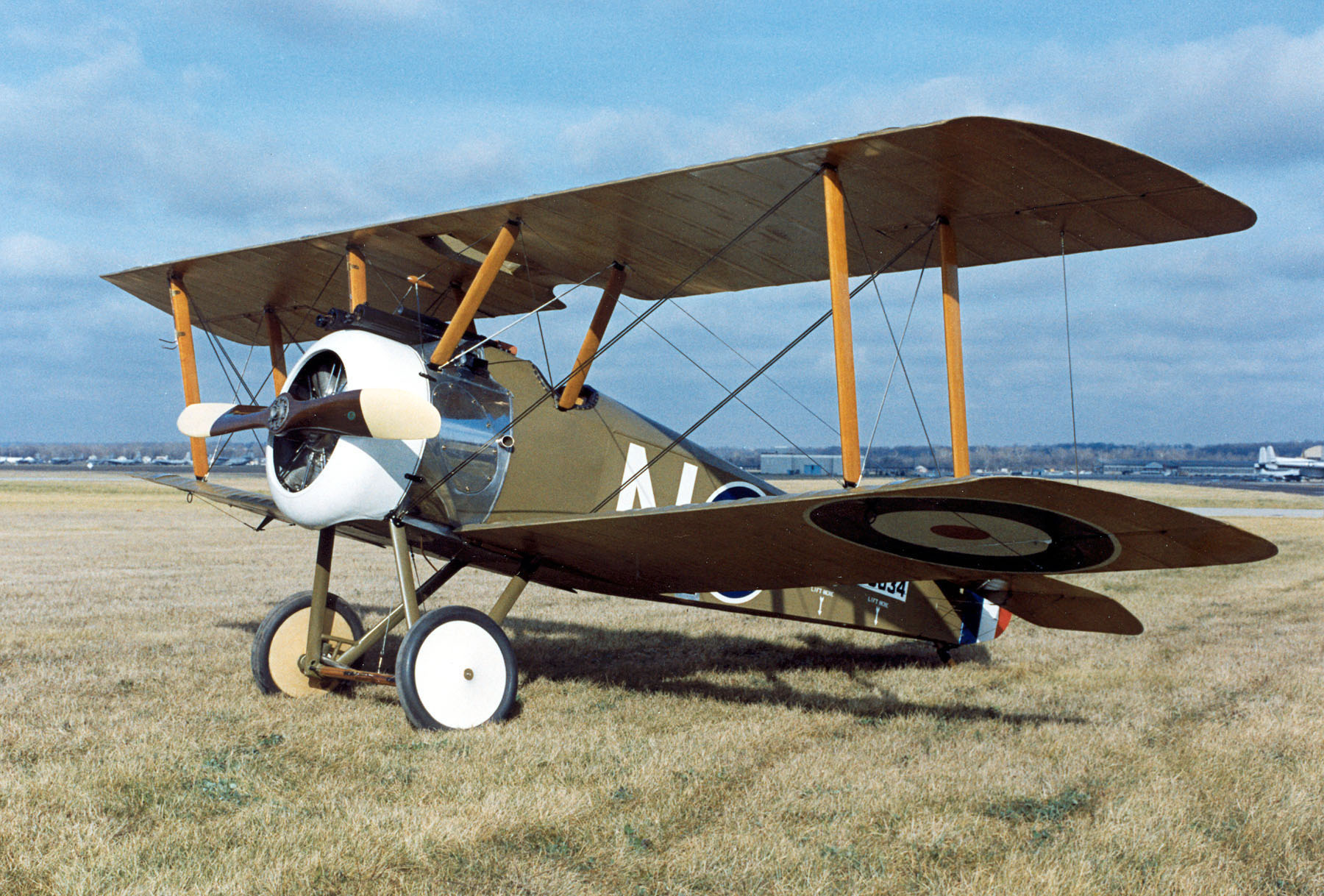
Replika Sopwith Camel F.I

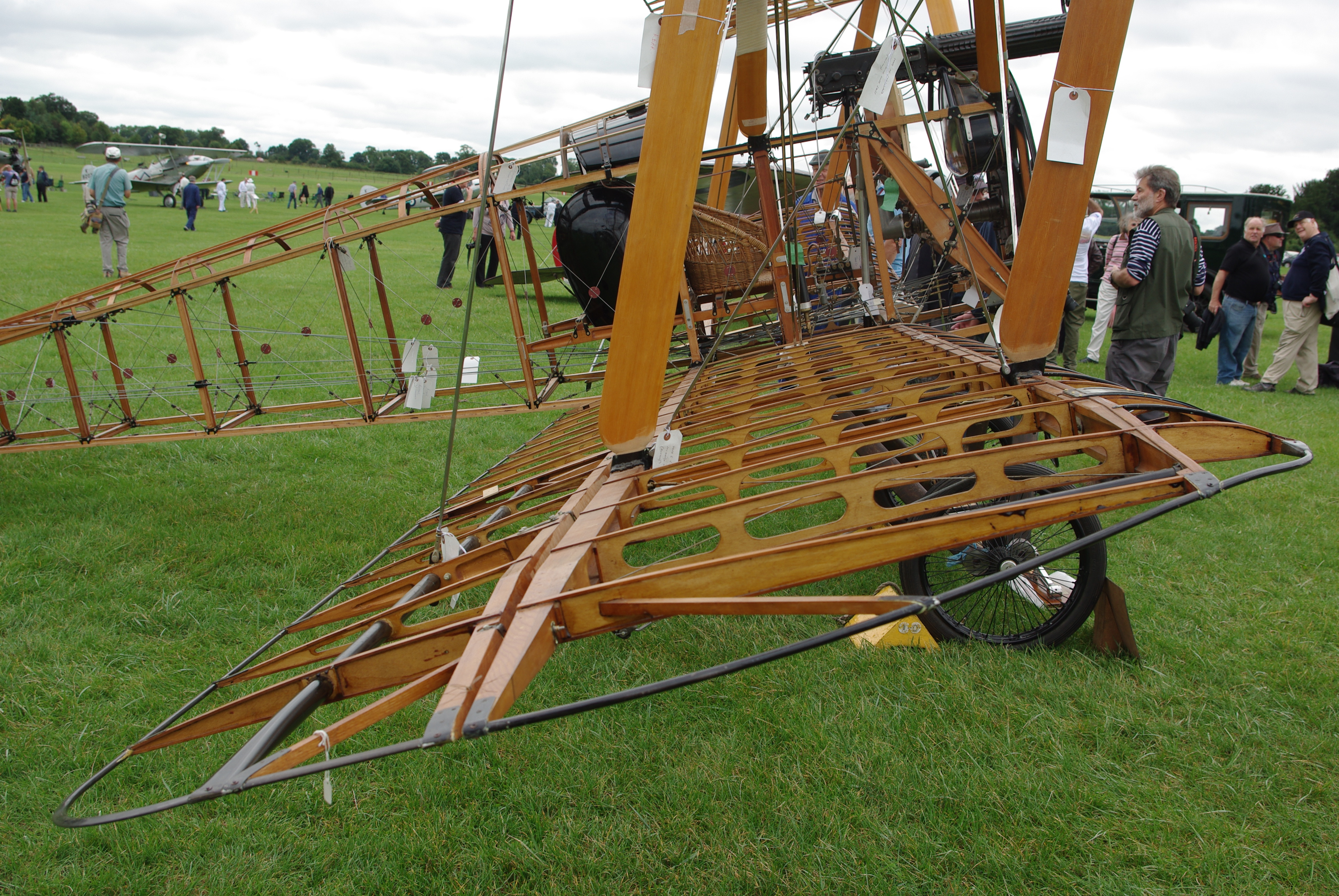
Konstrukce repliky stroje Sopwith Camel, září 2013

Sopwith F.1 Camel vznikal jako náhrada za již nedostačující stíhačky Sopwith Pup (Štěně). V začátcích jeho vývoje byl znám jako Big Pup (Velké štěně), první vzlet prototypu F.1/3 se uskutečnil v prosinci 1916. Byl vyzbrojen dvěma synchronizovanými kulomety Vickers ráže 7,7 mm, lafetovanými na hřbetě trupu před pilotním prostorem. Kvůli charakteristickému „hrbu“, kryjícímu závěry kulometů, se novému stroji začalo říkat Camel (Velbloud).
V květnu 1917 proběhly v Martlesham Heath zkoušky druhého prototypu F.1/2 (sér. č. N518) určeného pro Royal Naval Air Service (RNAS). Poháněl jej devítiválec A.R.1 (Admiralty Rotary) o výkonu 110 kW vyvinutý z pohonné jednotky Clerget 9B instalací hliníkových válců s ocelovou vložkou. Úprava byla provedena důstojníkem RNAS W. O. Bentleyem, podle nějž byl také nový motor přeznačen na B.R.1 (Bentley Rotary).
Během zkoušek prototypů objednalo námořnictvo u společnosti Sopwith 50 sériových letounů (N6330 až N6379). Jejich dodávky začaly 7. května 1917. 22. května pak byla u továrny Ruston Proctor v Lincolnu zadána licenční výroba 250 kusů. Později se k licenční výrobě přidaly firmy William Beardmore v Dalmuiru, Boulton & Paul v Norwichi, British Caudron, Hooper & Co. v Londýně, March, Jones & Cribb v Leedsu, Nieuport & General Aircraft v Londýně a Portholme Aerodrome v Huntingtonu.
Během války bylo vyrobeno 5597 kusů v 48 sériích.[zdroj⁠?!]
Na rozdíl od předešlých letounů Sopwith Pup a Triplane, Camel nebyl považován za letoun, který by se dal snadno pilotovat. Gyroskopický a reakční moment rotačního motoru způsobovaly, že v rukou méně zkušených pilotů byl letoun při vzletu a přistání dosti nebezpečný, takže se stal do jisté míry obávaným mezi nezkušenými piloty (proto také nakonec vznikla i dvoumístná cvičná verze stroje). Camel byl velmi citlivý na řízení a vyžadoval značnou pozornost a soustředění během celého letu.
Na druhou stranu ale těchto vlastností dokázali dokonale využít zkušení piloti, a doslova proslulou se stala blesková pravá zatáčka Camelu, kterou umožňoval právě gyroskopický moment a citlivé řízení — také díky tomu se Sopwith Camel stal nejúspěšnějším stíhacím letounem nasazeným spojenci Dohody v první světové válce, když měl na svém kontě 1294 sestřelených nepřátelských letadel (podle novějších prací leteckých historiků navíc toto číslo zřejmě ještě lze zvýšit).[zdroj⁠?!] Na druhou stranu, vrozená nestabilita, přecitlivělé ovládání a silný gyroskopický moment mohl za mnoho smrtelných nehod a Camel tak byl pro vlastní piloty skoro tak nebezpečný jako činnost nepřítele.[zdroj⁠?!]

## Nasazení

### Royal Naval Air Service
Během prvního týdne června 1917 dorazily prvé čtyři sériové stroje Sopwith F.1 Camel (N6337, N6345, N6347 a N6363) k 4. squadroně RNAS v Dunkerque.
K prvnímu boji Camelu došlo již 4. června, když Flight Commander Alexander M. Shook zaútočil s N6347 na německý letoun u města Nieuport. Nepřátelský stroj unikl v husté mlze, ale již druhý den se Shook na stejném stroji postaral o první dvě potvrzená vítězství Camelu. Mezi Nieuportem a Ostende zaútočil na formaci 15 nepřátelských letounů a pod jeho palbou jedna z německých stíhaček havarovala na mořské pláži, druhá se neřízeně zřítila. 25. června si dvojice pilotů podporučík Chadwick (N6345) a Shook (N6363) ze 4. squadrony připsala další sestřel. Napadli smíšený letový útvar dvoumístných a stíhacích letounů a Chadwick svou střelbou jednu z dvousedadlovek sestřelil.
4. července pak roj pěti Camelů od 4. squadrony napadl 50 km severně od Ostende skupinu 16 bombardérů Gotha. První Gothu zničil Shook (N6363), druhou vzápětí přidal podporučík S. E. Ellis (N6337). Pilot třetího Camelu podporučík A. J. Enstone pak nahlásil jeden poškozený těžký bombardovací letoun a druhý jako přinucený k nouzovému přistání v neutrálním Holandsku.
10. července 1917 však došlo také na první ztrátu v řadách pilotů Camelů, když v leteckém souboji zahynul podporučík E. W. Busby od 4. squadrony (N6361), 12. června se pak při havárii smrtelně zranil Ellis a následující den ve vzdušném boji podlehl podporučík L. F. W. Smith (N6362).
V červnu 1917 se na Sopwith F.1 přezbrojila 6. squadrona RNAS, která však již 26. srpna své stroje vrátila z důvodů reorganizace na bombardovací jednotku, a v průběhu července následovalo šest dalších letek. 9. squadrona RNAS první kus převzala 13. července a k 4. srpnu plně vyměnila své dosavadní stroje Sopwith Triplane za Camely. 8. a 10. squadrona RNAS dokončily své přezbrojení na nový typ v září. V tomtéž měsíci začala nové Camely přebírat i Seaplane Defence Squadron v St. Pol, ze které se po přezbrojení z dosavadních strojů Sopwith Pup stala 13. squadrona RNAS.
15. září 1917 hlídka 10. squadrony RNAS s novými Camely napadla osamocený druhý předsériový Fokker Dr.I (102/17), za jehož řízením seděl vítěz ve 33 vzdušných bitvách nadporučík Kurt Wolff, velitel Jasta 11 z Richthofenovy Jagdgeschwader I. Wolff, po ztrátě kontaktu se čtyřmi stroji Albatros D.V se kterými vzlétl, letěl stále sám, když na něj zaútočil vedoucí hlídky Camelů 10. squadrony podporučík N. M. MacGregor, který mu střelbou poškodil motor. Německý trojplošník začal hořet a následně explodoval.
14. února 1918 se z odpočinku ve Velké Británii navrátila do Francie 1. squadrona RNAS, přezbrojená ze Sopwithů Triplane na Camely.

### Royal Flying Corps

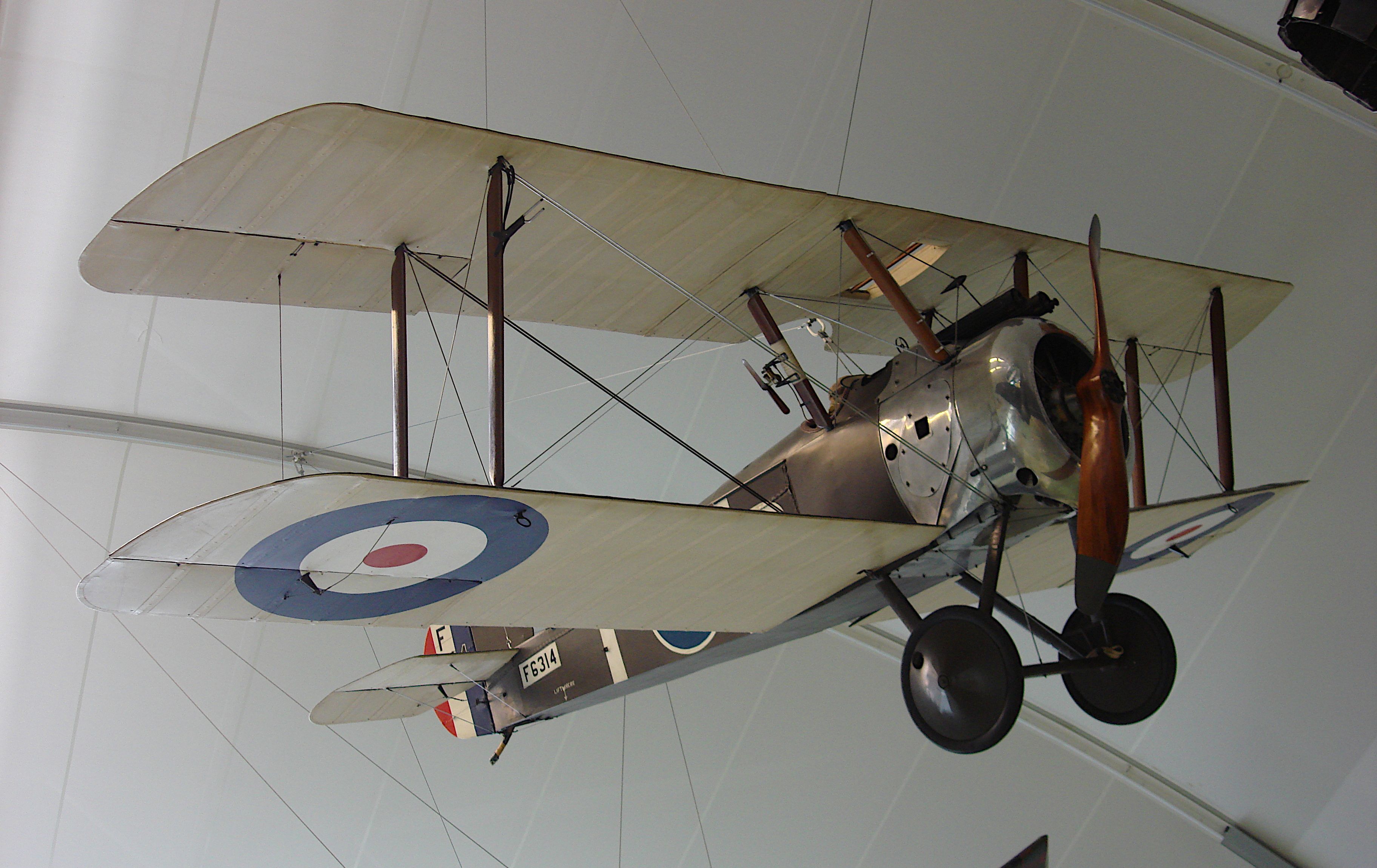
Sopwith Camel v Royal Air Force Museum v Londýně

V červnu 1917 začala Camely poháněné motory Clerget 9B dostávat 70. squadrona RFC ve Fienvillers. 27. června její pilot, kapitán Clive Collet, zaznamenal na B3756 první vzdušné vítězství „Velbloudů“ RFC. Později na tomtéž stroji dosáhl kapitán N. W. Webb pět dalších sestřelů. V řadách této jednotky sloužilo i další letecké eso, kanadský podporučík F. G. Quigley, který do konce války na Camelech dosáhl 34 sestřelů.
Už některé z prvních soubojů Camelů proběhly proti elitní německé Jagdstaffel 11. 20. července 1917 tak 70. squadrona přišla o jeden stroj střelbou rotmistra Kurta Wüsthoffa, který se stal jeho šestým sestřelem. Naopak 26. července v souboji se 70. squadronou podlehl devítinásobný vítěz od Jasta 11 poručík Brauneck.
V červenci pak začala své letouny Sopwith 1½ Strutter vyměňovat za Camely také 45. squadrona RFC, v září ji následovaly 3., 43. a 28. squadrona RFC, která byla dislokovaná v Yatesbury v hrabství Wiltshire. Ta byla plně přezbrojena začátkem října a poté přelétla do Saint-Omer ve Francii.
31. července 1917 byla zahájena třetí bitva u Yper, na níž se zúčastnily Camely RFC i RNAS především ostřelováním německých vojáků a zákopů včetně bombardování 11 kg pumami Cooper. Při této činnosti však došlo i na nevyhnutelné letecké souboje. Tak např. 3. září několik ofenzivních hlídek 45. squadrony sestřelilo nejméně 6 protivníkových stíhacích letounů. Jednu z nich si na konto připsal kapitán Arthur Travers Harris, ve druhém světovém konfliktu známý jako velitel Bomber Command RAF.
Sopwithy F.1 3. squadrony poprvé zasáhly do bojů 6. října 1917 a nový typ začala přebírat také 66. squadrona RFC.
24. října 1917 přiletěla do Francie 65. squadrona RFC nově vybavená Camely, 7. listopadu dostala své první Velbloudy také 46. squadrona RFC s domovskou základnou ve francouzském Le Hameau.
Po porážce italských vojsk u Caporetta zareagovali Spojenci vysláním posil na italskou frontu, včetně 28., 45. a 66. squadrony Camelů. Squadrona č. 28 přijela do Milána po železnici 12. listopadu, 22. listopadu se její Camely přesunuly do Verony a 28. listopadu přelétly na své domovské letiště v Grosse. Od 4. prosince sdílela tuto základnu společně s Camely 66. squadrony, zatímco 45. squadrona se usadila na letišti Istrana. Trojice Sopwithů F.1 z každé squadrony pak hlídkovala nad řekou Piavou a Asiagem, po šesti letounech pak doprovázelo průzkumné R. E. 8 od 34. squadrony. Rakousko-uherští piloti se nejdříve soubojům s Camely spíše vyhýbali, avšak situace se změnila v lednu 1918, kdy se do operací naplno zapojily i německé Jagdstaffeln 1, 31 a 39, vyslané do Itálie už na podzim 1917. 15. ledna 1918 kapitán M. B. Frew od 45. squadrony prvními třemi výstřely sestřelil rakouskou dvousedadlovku, následně dokázal s pouze jedním funkčním kulometem Vickers sestřelit další tři stíhačky.[zdroj⁠?!] Jeho kolega ze stejné squadrony T. F. Williams 26. ledna zasáhl nepřátelskou stíhačku, která se rozpadla ve vzduchu.
Další významnou akcí se 19. února stal nálet 12 Camelů po šesti od 28. a 66. squadrony na rakousko-uherský komplex vzducholodních hangárů, které piloti Velbloudů dokázali zasáhnout celkem jedenáctkrát pumami Cooper.
30. března pak tři Camely 66. squadrony během hlídkového letu v blízkosti rakouského letiště Ghirano zahlédla čtveřici přistávajících letounů Albatros D.III(Oef). Sopwithy F.1 pod velením poručíka Alana Jerrada zaútočily na rakouské stroje stíhací roty Flik 51J, které ovšem vedlo letecké eso nadporučík Benno Fiala von Fernbrugg. Ten nejdříve jeden Camel značně prostřílel a pak z krátké vzdálenosti čelně zasáhl Jerrada. Britský pilot začal unikat k italským pozicím avšak Fiala Camel nadále postřeloval. K útoku se navíc připojil další rakouský pilot, štábní rotmistr Bönsch a Jerrad tak musel nouzově přistát na nedaleké louce. Při rakouském výslechu se zajatý britský pilot přihlásil k jednomu sestřelu během tohoto souboje, sám se stal 14. vítězstvím von Ferbrugga.
K náhradě Camelů odeslaných ze západní fronty do Itálie byly určeny čtyři jiné jednotky. 54. squadrona, která se na Sopwith Camel přezbrojila ze Sopwithů Pup a tři nové útvary z Velké Británie. 73. squadrona, která přes La Manche přeletěla z hrabství Kent do Francie 9. ledna 1918, 80. squadrona založená v hrabství Yorkshire a 4. squadrona Australian Flying Corps, která na francouzské letiště Brusy přibyla již 18. prosince 1917.
54. squadrona si první sestřel s novými Velbloudy připsala 3. ledna 1918 o který se zasloužil poručík H. G. Hackwill. Po návratu 1. squadrony RNAS do Francie 14. února na západní frontě začátkem března 1918 operovalo celkem 14. squadron plně vyzbrojených Camely. 3., 43., 46., 54., 65., 73. a 80. RFC, 4. AFC a 1., 3., 8., 9., 10. a 13. RNAS. Jednotky RNAS pak navíc 3. března posílila ještě 4. squadrona, která se vrátila do Francie po dvouměsíčním odpočinku ve Velké Británii. Na francouzském území tak stálo připraveno k boji celkem 336 Camelů.
Po německé ofenzivě zahájené 21. března, se útvary Camelů opět zapojily do postřelování a bombardování postupující německé pěchoty. Při svých letech se zavěšenými pumami se však stávaly snadnou kořistí německých stíhaček. Přesto kapitán John L. Trollope ze 43. squadrony 24. března sestřelil 6 německých letounů na Camelu č. C8270 během dvou ofenzivních hlídek. O čtyři dny později byl sám sestřelen stroji z Jagdstaffel 27 a Richthofenovy Jagdgeschwader I, které sestřelily pět z devíti Camelů 43. squadrony během jejich hlídkového letu. O tři měsíce později byl Trollope repatriován ze zajateckého tábora zpět do Velké Británie.
Se svým Camelem (sériové č. B6313) se kapitán, později major William Barker stal největším esem v historii RAF, poté, co sestřelil 46 nepřátelských letadel a balónů od září 1917 do září 1918 během 404 letových hodin. Byl příslušníkem 28., 66. a velitel 139. squadrony. Svého prvního vítězství dosáhl 20. října 1917 u Roulers nad Albatrosem D.III od jednotky Jasta 8. Ve Francii získal ještě tři další sestřely, poslední z nich 27. října. V Itálii jako první 29. listopadu zničil Albatros D.V od Jasta 1. Posledními třemi vítězstvími byly dva dvousedadlové stroje a 18. září 1918 Albatros D.III(Oef), jehož pilot vyskočil padákem. Poslední měsíc svého operačního nasazení Barker létal na Sopwithu 7F.1 Snipe.

### Royal Air Force
K 1. dubnu 1918 došlo ke sloučení Royal Flying Corps s Royal Naval Air Service v jedinou složku, Royal Air Force. Zatímco číselné označení bývalých jednotek Royal Flying Corps zůstalo zachováno, jednotky bývalé Royal Naval Air Service dostaly čísla o 200 vyšší. Z 1. squadrony RNAS se tak stala 201. squadrona RAF atd.
43. squadrona utrpěla 6. dubna další velkou ztrátu, když Fokkery Dr.I jednotky JG I sestřelily při jediném střetu 6 Velbloudů. 12. dubna naopak člen 43. squadrony kapitán Henry W. Woolet zopakoval rekord kapitána Trollopa, když na Camelu č. D6402 sestřelil během dvou hlídek 6 německých letadel.
20. dubna 1918 přišla 3. squadrona RAF na západní frontě o majora R. R. Barkera a podporučíka D. G. Lewise, jejichž Camely si na Fokkeru Dr.I jako své 79. a 80. potvrzené vítězství připsal rittmeister Manfred von Richthofen. Ten však na druhý den sám zahynul při potyčce s Velbloudy od 209. squadrony, která začala nad osadou Hamel. Sestřelení „Rudého barona“ bylo oficiálně velením RAF připsáno A. R. Brownovi, který tehdy letěl na stroji č. B7270. Téhož dne, 21. dubna, přišla 54. squadrona o dva Camely a 203. o jeden, za jehož řízením seděl Australan kapitán R. Little, který před tím stihl sestřelit jednu německou stíhačku.
23. dubna nasadila 213. squadrona své Camely jako čistě bombardovací letouny, které svrhly osm 51 kg a čtyři 11 kg pumy na molo v belgickém přístavu Zeebrugge a dalších sedm 51 kg pum odpoledne. Následně pak ostřelovaly několik skupin německých vojsk.
V květnu byly vzdušné boje nad západní frontou rovněž intenzivní a ztráty vysoké. 10. května např. JG I nahlásila zničení celkem 10 Sopwithů Camel, 16. května naopak kapitán S. T. Edwards a poručíci W. R. May a M. S. Taylor od 209. squadrony společně přinutili přistát za britskými liniemi poručíka Hübnera s jeho Fokkerem Dr.I z jednotky Jasta 4. 30. května pak Jasta 4 přišla o patnáctinásobného vzdušného vítěze poručíka V. Rautera, kterého sestřelil kapitán A. W. Carter od 210. squadrony. Tři dny před tím zase 3. squadrona ztratila jednoho z nejlepších pilotů RAF, kapitána D. J. Bella, který měl na svém kontě 20 sestřelů, z toho 8 na Camelu.
V týdnu od 27. května do 2. června sestřelily na západní frontě Camely 46 strojů z celkem 149 RAF zničených letounů. 1. července 1918 kapitán J. Gilmore od 65. squadrony sestřelil během jedné hlídky čtyři nepřátelské stroje.
Koncem července začaly celé squadrony Camelů, někdy i několik společně, ostřelovat německá letiště, aby se před spojeneckou ofenzivou co nejvíce snížila síla nepřátelského letectva. 22. července se tak proti letišti v Dorignies vydal kanadský velitel 203. squadrony major Raymond Collishaw společně s kapitánem L. H. Rochfordem. Rochford nejdříve postřeloval z 60 m výšky hangáry, následně pak čtyřmi pumami zničil hangár a budovy personálu. Collishaw, létající dříve u 10. squadrony RNAS na stroji Sopwith Triplane, pak na zemi rozstřílel tři německé letouny vytažené z vedlejšího hangáru a sestřelil přistávající německý stroj.
Na začátku spojenecké ofenzivy se na západní frontě nacházelo celkem 19. squadron s Velbloudy: 3., 43., 46., 54., 65., 70., 73., 80., 151., 201., 203., 204., 208., 209., 210. a 213. RAF, 4. AFC a 17. a 148. USAS. Během této ofenzivy byl sestřelen velitel 201. squadrony major C. D. Booker, který se snažil pomoci Camelu napadenému několika D.VII.
V září 1918 piloti Camelů pokračovali v útocích na nepřátelská letiště a v leteckých soubojích, kterých se na sklonku války účastnilo i 100 letounů. 4. září vzlétla celá 70. squadrona na ofenzivní hlídku, při které v bojích s několika formacemi nepřátelských letadel ztratila během 20 minut osm Camelů. Podobně 28. září hlídka 65. squadrony přišla o šest Velbloudů.
V této době už nad západní frontou prakticky nebylo vidět osamělé stíhače, bezpečí a úspěch již záležely jen na koordinovaném úsilí celých squadron najednou. 26. září 1918 např. zaútočila 203. squadrona na letiště Lieu St. Amand, které dělalo doprovod 11 S.E.5a od 40. squadrony a jejichž výškové krytí zajišťovaly letouny Bristol F.2 Fighter 22. squadrony. Major Collishaw zničil vzlétající německý letoun a při zpátečním letu po akci jeho Camely sestřelily čtyři další.
17. dubna 1918 byly na italské frontě čtyři Camely 28. squadrony pod velením kapitána J. Mitchella z převýšení napadeny pětičlennou skupinou Albatrosů D.III(Oef). Během pětiminutového souboje dokázali britové sestřelit každý jeden rakouský Albatros a pátý zahnat na útěk.
Při spojenecké protiofenzivě u Asiaga 30. května 1918 35 Camelů bombardovalo a ostřelovalo soustředění rakouských vojsk. V tomto měsíci 28. squadrona nahlásila 28 vzdušných vítězství při ztrátě jednoho zajatého pilota, v červnu si pak jednotka připsala na své konto 22 sestřelů při ztrátě pěti pilotů.
V polovině června Camely 28., 45. a 66. squadrony pomáhaly zadržovat rakouskou ofenzivu u řeky Piavy. Svými kulomety a pumami napadali piloti Velbloudů pěchotu a likvidovali pontonové mosty.
12. července 1918 dvojice od 45. squadrony kapitán C. E. Howell a poručík A. Rice-Oxley brzy ráno napadli letový útvar 10 rakouských letadel. Hned první Howellova dávka roztrhla spodní křídlo vedoucího Albatrosu, vzápětí sestřelil stíhací Phönix. Na dva Camely ihned zaútočilo pět letounů Aviatik D.I, z nichž Howell zakrátko jeden sestřelil. Čtvrtým Howellovým sestřelem v tomto leteckém souboji se stal jeden ze čtyř Albatrosů D.III(Oef), které se zavěsily za jeho Camel. Rice-Oxley pak zlikvidoval další dva rakouské stroje a společně s Howellem se úspěšně bránili do příletu dvou italských strojů Hanriot HD.1 a dvou SPAD S.XIII, v čele s italským esem S. Scaronim. Ten sestřelil jeden Aviatik D.I dotírající na Howella, sám však podlehl letounu Phönix D.II.
O čtyři dny později byl velitel 45. squadrony, major A. M. Vaucour, omylem sestřelen v plamenech italskou stíhačkou. 31. července pak přidal na konto 45. squadrony kapitán J. Cottle jeden Phönix. Přesně za měsíc později pak společně se dvěma dalšími piloty napadl šest Albatrosů D.III(Oef) od jednotky Flik 3J a sestřelil z nich tři, po jednom dalším pak přidali oba doprovodné Camely.
Intenzita vzdušných bojů na italské frontě se v září 1918 snížila natolik, že 45. squadrona byla 17. září převelena do Francie k nově vzniklému Nezávislému letectvu. V Itálii sestřelila celkem 142 nepřátel při ztrátě 6 Camelů.
Po převelení kapitána W. G. Barkera k 66. squadroně se stal největším esem 28. squadrony jiný Kanaďan, kapitán C. M. McEwan, který skončil válku s 27 sestřely. Esy téže jednotky pak byli i kapitán J. Mitchell (10 vítězství), S. Stanger (9), P. Wilson (8) a J. E. Hallonquist (5).
28. i 66. squadrona se poté zúčastnila závěrečné italské ofenzivy. 4. října 26 Camelů obou útvarů bombardovalo rakouskou leteckou školu v Campoformido fosforovými a Cooperovými pumami. Dosáhli 22 přímých zásahů budov a zničili 10 letounů na zemi, další tři přidali při návratu na své základny. Do podepsání příměří 4. listopadu Camely RAF na italské frontě bombardovali a ostřelovali ustupující rakouskou pěchotu a útočili na pozorovací balóny. 28. squadronu stála ofenzíva 11 Velbloudů, celkem však se 45. a 66. squadronou v Itálii sestřelili 443 letounů.
Během léta 1918 začínal Camel jako stíhací letoun zastarávat. Začal být stále více nasazován k útokům na pozemní cíle, především po německé ofenzívě v březnu 1918, kdy letka Camelů zastavila postupující německou jednotku poté, co jí bombardováním 25liberními tříštivými pumičkami a ostřelováním z kulometů způsobila značné ztráty. Pokračující vývoj vedl k postupnému nahrazování Camelu coby stíhacího letounu modernějším typem Sopwith 7F.1 Snipe.

### Australian Flying Corps
4. squadrona AFC operovala z letiště Brusy ve Francii od 18. prosince 1917. Již 6. ledna následujícího roku přišla o tři své piloty s Camely, které se při běžném letu srazily při letu. Do bojových operací se jednotka zapojila 13. ledna, kdy jeden z jejích členů padl po závadě na motoru do německého zajetí. Až 24. ledna zaznamenala tato jednotka první vítězství, když kapitán O' Hara Wood sestřelil dvousedadlovku DFW. Vedoucí australské eso A. Cobby od 4. AFC squadrony dosáhl 28. června 1918 tří vítězství.

### United States Army Air Service
Dne 20. června byl na západní frontě za bojeschopný prohlášen první útvar Armádní letecké služby Spojených států, 17. aero squadrona, vybavená Camely s motory Le Rhône 9J. Začátkem července se k ní připojila 148. aero squadrona, k jejímž členům patřil i pozdější spisovatel Elliot W. Springs. První sestřel amerických Velbloudů si na své konto připsal 13. července u Yprů F. Kindley od 148. aero squadrony zničením Albatrosu D.V. O sedm dní později přidal poručík R. D. Williams od 17. aero squadrony sestřel stroje Fokker D.VII. Ve stejný den však 17. squadrona přišla o prvního svého člena, poručíka G. Glenna. Již 1. srpna zaznamenal tento útvar druhé vítězství, když poručík R. M. Todd sestřelil Fokker Dr.I, 3. srpna se Spring a Kindley zasloužili o třetí a čtvrté vítězství 17. squadrony zničením dvou Fokkerů D.VII. Na počátku spojenecké ofenzívy 8. srpna se 148. aero squadrona přemístila na vlastní žádost na amienský sektor fronty, kde během prvního týdne sestřelila 6 německých letounů.
17. squadrona USAS se 13. srpna společně s 210. a 213. squadronou RAF zúčastnila útoku na německé letiště ve Varssenaere jihozápadně od Brugg. Zničili 24 stroje nepřítele a na napadeném letišti zahynulo 30 německých pilotů společně se 120 mechaniky. Po 18. srpnu 17. squadrona v leteckých soubojích s elitními Jasta ztratila 10 pilotů zabitých, zraněných, nebo nezvěstných. Ztráty jednotky pokračovaly 26. srpna, kdy její 11členná hlídka Camelů přišla v souboji s členy Jasta Boelcke a dalšími německými elitními piloty o šest letounů při pěti vlastních vítězstvích.
Aero squadrona č. 148 mezi 18. srpnem a 20. zářím 1918 při ztrátě šesti pilotů zaznamenala 30 sestřelů. 22. září pak squadrona č. 17 napadla 15 Fokkerů D.VII a sestřelila pět z nich, dva její piloti však byli sestřeleni. O dva dny později 17. squadrona zlikvidovala čtyři další Fokkery D.VII a v ten samý den 15 Velbloudů 148. squadrony napadlo 20 Fokkerů D.VII z nichž sedm sestřelilo při jediné ztrátě. 26. září Camely 148. squadrony zničily další čtyři D.VII. Na druhý den pilot 148. squadrony F. Kindley se svým Camelem nejprve ostřeloval a následně bombardoval německý transport, pak zničil upoutaný balón a sestřelil bitevní Halberstadt jako své 11 vítězství. Zbytek nábojů vystřílel na německou pěchotu a poté bez munice odehnal dva Fokkery D.VII pronásledující osamocený Camel. Další člen této jednotky E. W. Springs dosáhl ve stejný den svého posledního 12. sestřelu.
V říjnu 148. squadrona sestřelila 10 německých strojů, z toho sedm Fokkerů D.VII dne 28. října. F. Kindley tak získal své 12. vítězství. K 1. listopadu byla 17. a 148. aero squadrona stažena na letiště v Toulu a pak přezbrojena na stíhací francouzské letouny SPAD S.XIII.
Americká letecká služba založila v posledních týdnech I. světové války ještě několik squadron vyzbrojených Camely, bojové činnosti se však dočkala pouze 185. squadrona.

## Varianty

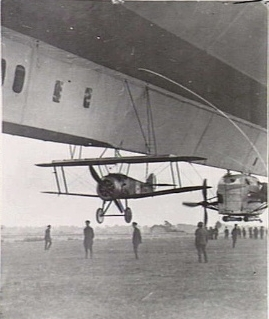
Sopwith F.1 Camel v podvěsu pod britskou vzducholodí R23

Během vývoje a výroby byla do letounu montována celá řada různých typů rotačních motorů:
- 100 hp Gnome Monosoupape 9B-2 (licence)
- 110 hp Le Rhône 9Ja (licence) instalovaný od 9. prosince 1917
- 130 hp Clerget 9B (licence)
- 140 hp Clerget 9Bf (licence) s větším zdvihem pístů instalovaný od 9. 12. 1917.
- 150 hp Bentley B.R.1
- 150 hp Gnome Monosoupape 9N
- 170 hp Le Rhône 9R

### Sopwith F.1 Camel
- Jednosedadlový stíhací letoun.
- Hlavní výrobní verze.

### Sopwith 2F.1 Camel (tzv. Ships Camel)
Palubní úprava Camelu původně vznikla jako plováková náhrada za letouny Sopwith Baby. V lednu 1917 byly objednány dva prototypy sériových čísel N4 a N5. První z nich byl vybaven plováky, ale již v březnu 1917 byl zničen při havárii. N5 s kolovým podvozkem byl 15. března 1917 předán do Martlesham Heath k výkonovým zkouškám. 3. dubna přeletěl k dalším testům na ostrov Grain, kde letoun zkoušel pilot H. Busteed.
N5, označený Sopwith 2F.1 a úředně pro Admiralitu známý jako Ship Camel, se od F.1 lišil kratším baldachýnem, který byl vzepřen vzpěrami z profilovaných ocelových trubek, namísto dřevěných. Horní i spodní křídlo mělo menší rozpětí. Trup byl za kabinou odnímatelný, nebo sklopný, a obsahoval nafukovací plováky. Prototyp měl pouze jeden synchronizovaný kulomet Vickers ráže 7,7 mm a ve výřezu baldachýnu jeden kulomet Lewis ráže 7,7 mm, obrácený zásobníkem dolů.
Začátkem června 1917 se na N5 zkoušelo osm raket Le Prieur, které se zavěšovaly na mezikřídelní vzpěry, kulomet Lewis byl zavěšen zásobníkem nahoru. Pokusně byla rovněž vestavěna radiostanice.
Na začátku září 1917 bylo u mateřské firmy objednáno 50 sériových strojů, které následovaly dvě objednávky po 50 kusech u firmy William Beardmore & Co. Ltd. v Dalmiuru.
V roce 1918 bylo dodáno 25 Ships Camelů společností Arrol-Johnston z Dumfriesu, cca 30 kusů dodala firma Hopper & Co. z Londýna a 25 strojů dodala továrna Clayton & Shuttleworth z Lincolnu.
Sériové stroje měly instalovánu rotační devítiválcovou pohonnou jednotku Bentley B.R.1 o výkonu 110 kW, mohla však být nahrazena Clergetem 9B, kterým byl vybaven i prototyp.
Většina 2F.1 sloužila na bitevních lodích, bitevních křižnících i lehkých křižnících, odkud vzlétaly z malých plošin. Typem byly vybaveny rovněž nosiče letadel Manxman, Pegasus, Vindex a Furious.[zdroj⁠?!] Ships Camely operovaly také z pozemních základen Felixstowe a Great Yarmouth.
První vzdušné vítězství palubní stíhačky si 17. června 1918 na své konto připsal poručík G. Heath z lodi Furious, když vzlétl proti dvojici německých plovákových letounů, která neúspěšně bombardovala jeho mateřskou loď. Jednoho z útočníků přinutil nouzově přistát.
19. července sedm 2F.1 z Furious, každý s dvěma 23 kg pumami, bombardovalo v Tondernu hangáry německých vzducholodí, kde se jim podařilo zničit námořní Zeppelin L.54 a L.60.
11. srpna 1918 poručík S. D. Culley na Ships Camelu sestřelil poslední německou vzducholoď za I. světové války, Zeppelin L.53 letící ve výšce 5 800 m.[zdroj⁠?!]
K 31. říjnu 1918 mělo RAF na stavu 129 2F.1, z nichž 112 sloužilo na 51 lodích.
Několik těchto strojů operovalo v letech 1918 až 1920 spolu s Bělogvardějci na baltském pobřeží. Jeden Ships Camel (N6616) pak byl předán Estonsku, tři Lotyšsku. Po válce 9 strojů dostalo kanadské letectvo, kde sloužily do roku 1928.

### Sopwith Camel 'Comic' Nightfighter
Po německých útocích vzducholoděmi proti Velké Británii se 25. května 1917 nad domovskými ostrovy poprvé objevily těžké dálkové bombardéry Gotha. Po denních náletech a následném zesílení obrany přešly k nočním operacím. Již 7. července proti nim vzlétlo pět Sopwithů F.1 Camel, z nichž B3774 pilotovaný podporučíkem J. E. Scottem jednu odlétající Gothu sestřelil do moře.
12. srpna zaútočilo 12 z 20 vzlétnuvších Camelů na 11 letounů Gotha, avšak všem selhaly kulomety. Další akci 22. srpna již Gothy zaplatily ztrátou jednoho stroje, o kterou se zasloužil poručík A. F. Brandon na Camelu B3834.
První noční nálet uskutečnily čtyři Gothy 3. září. Do jejich pronásledování se zapojilo 16 britských stíhaček, mezi nimiž byly tři Velbloudy od 44. squadrony v čele s jejím velitelem G. W. Murlis-Greenem. I když se kapitán Brand, poručík Banks a velitel Murlis-Green nedostali do blízkosti bombardérů, jejich 40minutový let prokázal možnosti nočních letů Camelů. Tato jednotka byla začátkem září 1917 jako první útvar Home Defence plně vyzbrojena standardními Camely, které byly vybaveny osvětlenými mířidly systému Hutton, nahrazenými v prosinci zdokonalenými zaměřovači typu Neame.
Téže noci 3. září dva Sopwithy F.1 od 70. squadrony vzlétly ve Francii proti německým nočním bombardérům, které útočily na sklad RFC v St. Omer.
Po 3. září byly Camely považovány za nejúčinnější britské noční stíhačky a zúčastnily se pak mnoha stíhání útočících Goth i vzducholodí. Až 18. prosince však dosáhly opravdového úspěchu. Tuto noc 13 letounů Gotha a jeden bombardér Staaken R.IV bombardovaly Londýn, avšak jen tři ze 47 stíhačů se s nimi dostaly do kontaktu. Patřil k nim major Murlis-Green, který jednu Gothu sestřelil. Další Gothu zničili kapitán C. H. Hackwill a poručík C. C. Banks ze 44. squadrony 25. ledna 1918 nad Wicksfordem v hrabství Essex.
Většina těchto nočních operací končila bezvýsledně, protože piloty oslnila již první dávka z jejich vlastních kulometů. Proto byly na některých Camelech kulomety Vickers nahrazeny dvěma Lewisy, instalovanými nad baldachýnem horního křídla na závěsu Foster. Ten umožňoval kulomety stáhnout k výměně zásobníku a také střílet v úhlu více než 45° vzhůru. Pilotní prostor se přesunul o jednu trupovou příhradu směrem vzad, aby bylo možno ovládat sklopené Lewisy. Hlavní palivová nádrž byla současně přemístěna před pilota. Takto upravené stroje se nazývaly Sopwith Camel Comic, které měly často zvětšené výřezy v baldachýnu pro zlepšení výhledu pilota vzhůru. Řada z nich také přebírala z typu Royal Aircraft Factory S.E.5a opěrku za hlavou pilota. Problém způsobený výšlehem z kulometů při střelbě vyřešila pokusná stanice RFC v Orfordness, která vyvinula jak pro Vickersy, tak pro Lewisy účinné tlumiče. Jen málo z nich však bylo použito na Camelech.
V noci 17. února 1918 vzlétlo proti Gothám celkem 69 strojů Home Defence včetně 22 Camelů, ale do kontaktu s nočními bombardéry se dostal jen jeden stíhač, navíc neúspěšně.
Dalším neúspěchem nočních Camelů byla akce 7. března, kdy proti německým bombardérům odstartovalo 42 letounů, z toho dva Velbloudy. Kapitán H. C. Stroud od 61. squadrony a A. B. Kynoche od 37. squadrony se však v tmavé bezměsíčné noci srazily a oba piloti zahynuli.
K 7. březnu již kromě 44., 37. a 61. squadrony Home Defence dostávalo Camely namísto dosavadních B.E.12, Sopwithů Pup a Strutter i 87., 112., 143. a 50. squadrona domobrany.
Úspěšným večerem pro piloty Camelů Home Defence se stal 19. květen 1918, kdy tři německé obří bombardéry společně s 30 dalšími letouny podnikly závěrečný nálet na Velkou Británii. Na obranu proti tomuto svazu odstartovalo 84 strojů včetně 31 Camelů. Major Ch. Brand, velitel 112. squadrony, sestřelil dvěma krátkými dávkami jednu Gothu a kapitán D. V. Armstrong od 87. squadrony nahlásil stejný typ jako pravděpodobně poškozený.
Noční nálety německých letounů na Anglii tím skončily, ovšem akce vzducholodí pokračovaly do 5. srpna 1918, kdy zaútočilo pět námořních Zeppelinů pod velením fregatního kapitána P. Strassera. Než byla vzducholoď L.70 sestřelena, stal se její obětí Camel řízený poručíkem G. F. Hodsonem, který startoval z námořní základny v Yarmouthu.
Úspěchy nočních Velbloudů domobrany vedly už 12. června 1918 k utvoření 151. squadrony pod velením Murlise-Greena z jednoho roje vždy od 44., 87. a 112. squadrony. Nový útvar byl určen k nočnímu stíhání nad západní frontou, především proti bombardérům AEG G.IV. Dne 23. června squadrona přelétla do Francie a již 29. června se zapojila do stíhání německých bombardérů, byť neúspěšně. 1. července velení 151. squadrony převzal major Ch. J. Q. Brand, první potvrzené vítězství pak získal 25. července kapitán Yuille, když sestřelil jeden bombardér.
Za jasné noci 1. srpna Camely hlídkovaly nad německými letišti Estrées a Guizancourt. Kapitán S. Cockerell dorazil nad Estrées v okamžiku, kdy jeden z bombardérů přistával a svrhl před něj Cooperovu pumu. Poté vystřílel 200 nábojů na druhý letoun, ale všechna světla letiště zhasla a Cockerell proto nemohl zjistit výsledek svého útoku. Tuto noc neuspěl ani kapitán W. H. Haynesnad nad tímže letištěm, protože oba jeho kulomety se po svržení pum zasekly. Následující noc na letiště Guizancourt zaútočil major Brand, a to jak pumami tak kulometnou palbou, jehož vystřídal kapitán Cockerell, který sestřelil dvoumotorový německý bombardér. V noci 7. srpna sestřelil major Brand nad Estrées další bombardovací letoun.
V noci 10. června 1918 opět skórovali piloti 151. squadrony, když kapitán Yuille v plamenech sestřelil obří Staaken R.XIV, zachycený pozemními světlomety a poručíci C. R. W. Knight a J. H. Samson z výšky 2 700 m sestřelili další bombardér. Již 13. srpna přidal poručík A. V. Blenkiron na konto 151. squadrony letoun AEG G.IV, zachycený opět světlomety. 22. srpna se na svou domovskou základnu nevrátil další německý bombardér zásluhou kapitána Yuillea a poručíka Knighta, tentokrát Friedrichshafen G.III. Téže noci poručík W. Aithen sestřelil stroj Gotha G.Vb od eskadry Bogohl III. O dvě noci později svými sestřely Gothy G.Vb a Friedrichshafenu G.III přispěli kapitán F. C. Broome a poručík Knight.
Díky nepříznivému počasí v prvních dvou týdnech září došlo k dalším vítězstvím nočních Camelů až 13. 9. 1918, kdy poručík E. P. MacKay přinutil přistát za spojeneckými liniemi Friedrichshafen G.III zachycený světlomety. Kapitán Haynes pak sestřelil v plamenech dvoumotorový bombardér u Manacourtu a o 25 minut později Friedrichshafen G.III dvěma dávkami po 50 výstřelech. Poručík Blenkiron pak přidal pravděpodobný sestřel AEG G.IV u Bapaume.
Nejúspěšnější týden pro 151. squadronu nadešel mezi 15. a 22. zářím, kdy její příslušníci na Velbloudech sestřelili devět těžkých bombardérů.
15. září major Brand zlikvidoval Friedrichshafen G.III a kapitán Broome obří Staaken R.IV, 17. září kapitán D. V. Armstrong a major Brand sestřelili po jednom stroji Friedrichshafen G.III a poručík MacKay AEG G.V, další AEG G.V zničil ve vzdušném boji 20. září kapitán Broome a 22. září major Brand nejdříve sám sestřelil Friedrichshafen G.IIIa a poté ve spolupráci s poručíkem J. H. Summersem AEG G.IV. Skóre této noci uzavřel poručík A. A. Mitchell vítězstvím nad bombardérem AEG.
V noci 26. září nejdříve poručík T. R. Bloomfield stíhal AEG blíže neurčeného typu a o 40 minut později zasáhl do pravého motoru Gothu G.V. Jeho Camel byl pokryt olejem z motoru oběti a oslepený Bloomfield se musel od svého cíle vzdálit. Na druhý den však bylo v místě jeho útoků nalezeno pět zničených německých strojů...
Z nového působiště 151. squadrony, letiště v Bancourtu, 28. října poručík L. L. Carter neúspěšně stíhal Gothu G.V. Následující noci major Brand v plamenech sestřelil 230 náboji Friedrichshafen G.III, který se stal posledním vítězstvím tohoto útvaru. Celkem dosáhla 151. squadrona 21 potvrzených sestřelů, 5 pravděpodobných a několik poškozených nepřátelských letounů při jedné vlastní ztrátě.
Druhá jednotka nočních Camelů, 152. squadrona, dorazila na západní frontu 22. října 1918, ale do bojů již nezasáhla.

### F.1/1
- Verze se zmenšeným křídlem.

### Bitevní „zákopový“ stíhač T.F.1
Zákopový stíhač (anglicky Trench Fighter) T.F.1 byl experimentální bitevní letoun, chráněný pancéřováním podlahy kokpitu a vybavený dvojicí šikmo vpřed dolů střílejících kulometů Lewis a dalším kulometem stejného typu na lafetě admiralitního typu na horním křídle, určený zejména k nasazení proti pěchotě a nepřátelským zákopovým systémům, který vznikl na základě zkušeností s nasazením standardních Camelů při útocích na pozemní cíle v prostoru frontové linie.
Upraven byl pravděpodobně jen jeden kus, sériového čísla B9278, který byl na jaře 1918 krátce testován na francouzském bojišti, a další stroj, sériového čísla B6218, posloužil ke zkouškám periskopického zaměřovače pro kulomety střílející směrem šikmo dolů. V dalším vývoji byla dána přednost podobně koncipovanému Sopwith TF.2 Salamander, odvozenému od novějšího a výkonnějšího Sopwith Snipe.

## Uživatelé

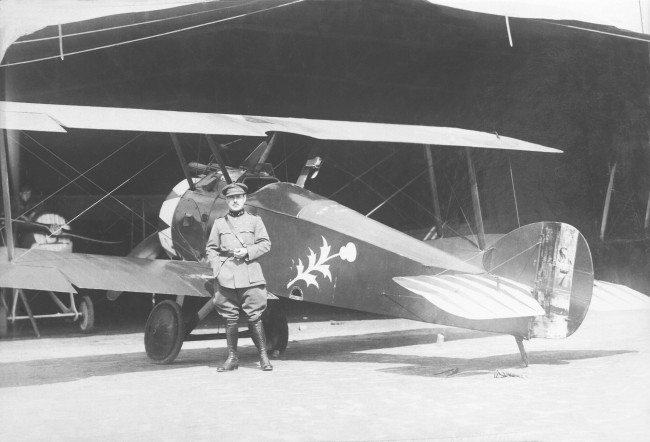
Sopwith Camel

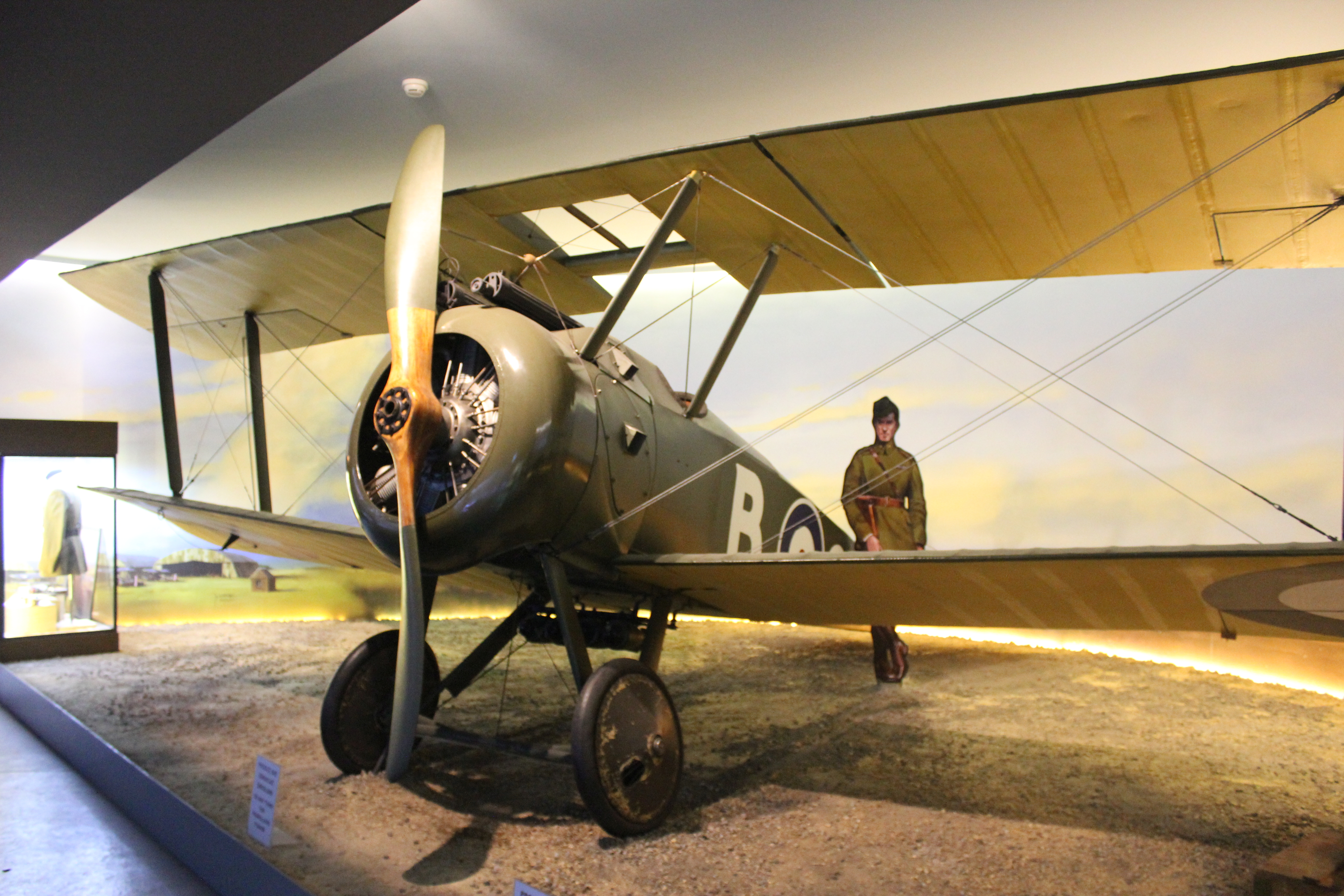
Sopwith F.1 Camel v Muzeu polského letectví v Krakově

- Austrálie
  - Australian Flying Corps
- Belgie
  - Aviation militaire
- Estonsko
  - Estonské letectvo
- Kanada
  - Canadian Air Force
- Litva
  - Litevské letectvo
- Lotyšsko
  - Lotyšské letectvo
- Polsko
  - Polské letectvo
- Řecko
  - Řecké královské námořnictvo
- Spojené království
  - Royal Air Force
  - Royal Flying Corps
  - Royal Naval Air Service
- Spojené státy americké
  - USAS/American Expeditionary Forces
  - US Navy

## Specifikace (F.1)

### Technické údaje
- Posádka: 1 (pilot)
- Rozpětí: 8,53 m
- Délka: 5,6 m
- Výška: 2,59 m
- Nosná plocha: 21,5 m²
- Hmotnost prázdného letounu: 422 kg
- Vzletová hmotnost : 660 kg
- Pohonná jednotka: 1× rotační motor Clerget 9B
- Výkon motoru: 130 hp (97 kW)

### Výkony
- Maximální rychlost: 183 km/h
- Dostup: 5800 m
- Čas výstupu do výšky 2000 m: 6 min
- Vytrvalost: 2 hod 30 min

### Výzbroj
- 2× synchronizovaný kulomet Vickers ráže 7,7 mm

## Specifikace (2F.1)

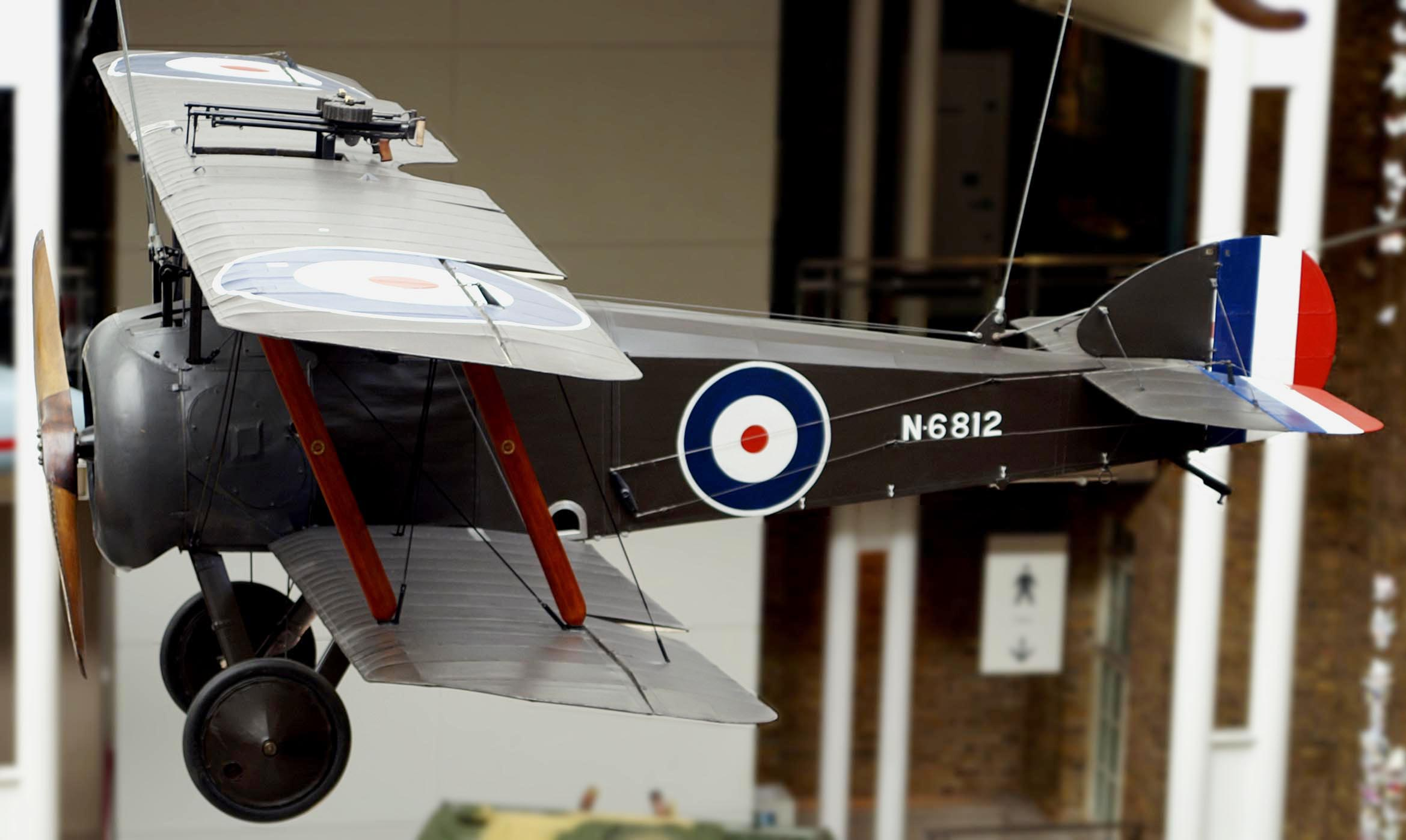
Sopwith 2F.1 Camel se dvěma kulomety Lewis nad horním křídlem v Imperial War Museum, Londýn

### Technické údaje
- Posádka: 1 (pilot)
- Rozpětí: 8,1 m
- Délka: 5,5 m
- Výška: 2,59 m
- Nosná plocha: 20,6 m²
- Prázdná hmotnost: 470 kg
- Vzletová hmotnost : 695 kg
- Pohonná jednotka: 1× rotační motor Bentley B.R.1
- Výkon pohonné jednotky: 150 hp (112 kW)

### Výkony
- Maximální rychlost: 199 km/h
- Dostup: 5300 m
- Čas výstupu do výšky 2000 m: 6 min
- Vytrvalost: 2 hod 30 min

### Výzbroj
- 1× synchronizovaný kulomet Vickers ráže 7,7 mm
- 1× nebo 2× kulomet Lewis ráže 7,7 mm